# Grandjean L-1
Pour les articles homonymes, voir Grandjean.
Le Grandjean L-1 est un avion monoplan du constructeur aéronautique suisse René Grandjean.

## Description
C'est un monoplan à aile haute raidie par un haubanage souple. L'inclinaison est obtenue par le gauchissement des ailes. L'arrière du fuselage est en treillis de bois non entoilé. Il se pose sur un train principal à deux roues muni de patins de sécurité et une béquille de queue en bois.
Initialement muni d'un moteur Oerlikon 50 à quatre temps et quatre cylindres opposé disposés horizontalement et à refroidissement liquide il porte le nom Grandjean L. Après une panne irréparable du moteur et l'impossibilité de retrouver un moteur identique l'avion est transformé avec un moteur rotatif Gnôme 70 et change de nom.
Le moteur est 11 kg plus lourd mais développe 20 ch de plus ce qui améliore légèrement les performances.

## Troupes d'aviation suisses
Le Granjean L est acheté à son propriétaire le 5 aout 1914 par l'aviation militaire suisse. Il est utilisé pour l'entrainement. Une rupture de vilebrequin un mois plus tard nécessite un remplacement du moteur mais il n'est pas possible de retrouver un Oerlikon identique. Il reçoit alors un nouveau moteur et une nouvelle désignation.
Le nouveau moteur est un Gnôme 70 rotatif à sept cylindres en étoile de 70 cv.
L'avion est détruit le 24 juin 1915 lorsque les ailes se replient lors d'une approche. L'avion est détruit, le lieutenant Lugrin qui pilotait est tué et le passager gravement blessé.